# Balogh „Joe” József
Balogh „Joe” József (Nagyvárad, 1954. június 15. –) Partiumi magyar jazzgitáros, zeneszerző, író, koncertszervező.

## Pályafutása
Az Ady Endre Gimnáziumban érettségizett 1973-ban. Zenei tanulmányait a Hubic Ferenc Művészeti Iskolában (régi nevén Școala Populară de Artă) végezte. Tizenhat évesen iskolai zenekarokban, majd klubzenekarok szerepelt. 
Profi zenészként 1977-ben mutatkozott be a Statuar zenekar tagjaként. Néhány évvel később volt iskolatársával, Luca Mariusszal, Nagy Gáborral és Balázs László Kázmérral megalakítják a 80-as évek legsikeresebb romániai rockzenekarát, a Metrockot. Tagcseréket követően Lipai Zoltán és az azóta elhunyt Claudiu „Țuțu” Frunză személyében kreatív zenészkollégák kerültek Joe zenekarába. Elkezdődött egy zenei szemléletváltás, az addigi klasszikus hard rock összeolvadt a kortárs dzsessz stílusjegyeivel. Ám ez a csapat sem maradt együtt sokáig, 1986-ban megszűnt.
Az 1990-es évek elején a Blues Machine-nal (A. G. Weinberger zenekara) fellépett a budai Tabánban, ahol több híres magyarországi, valamint külföldi együttes között a világhírű gitáros, Al Di Meola előtt játszottak. 1998-ban megalakult a Play Off dzsesszzenekar Nagyváradon. Az elkövetkezendő négy évben egymást érték a fellépések, a zenekar karácsonyi dzsesszkoncert-sorozata hét évet élt meg. A Németországban, Straubing városában megrendezett Jazz an der Donau dzsesszfesztiválon első helyet értek el. 2004-től a csapat Jazztoday néven futott tovább, ami személycserékkel is együtt járt. Ugyanebben az évben az egyik kereskedelmi rádió az év legjobb zenei projektje címét adományozta a Jazztoday triónak.
Joe 2006 után nagyobb hangsúlyt fektetett koncertszervezésre. Olyan zenekarokat és előadókat sikerült Nagyváradra hoznia, mint a David Garfield and the Cats, a Mezzoforte, a Djabe, és Steve Hackett a Genesis egyik alapítója. A meghívott előadók koncertjén rendszerint Joe-t is felkérték, hogy vendégként lépjen színpadra.
Kovács András Ferenc író Jack Cole daloskönyve című verseskötetét a rendező javaslatára Balogh Joe zenésítette meg és hangszerelte. A darab Mátyás Imre Zsolt rendezésében és előadásában került színpadra. A zenélés mellett 2014-től Joe nagyrészt az írásnak szentelte idejét. Első két kötete a nagyváradi könnyűzenei élet fejlődését igyekezett sajátos szemszögből, ironikusan feleleveníteni, az 1960-as évek végétől egészen a 2010-es évekig. 

## Diszkográfia
- Formații rock 5 (kompilációs anyag, három romániai zenekar közreműködésével) – szerző, előadó, LP, Electrecord
- Castelul de nisip (román nyelvű lemez) – szerző, előadó, LP, Electrecord
- Play Off 1999–2000 – eddig hivatalosan kiadatlan (bootleg) – szerző, előadó, producer, CD
- Csillagok palotája (magyar nyelvű) – előadó, producer – Fonó Budai Zeneház, CD
- Sonet bihorean (román nyelvű szonettantológia) – közreműködő, szerző, előadó, CD
- Step by step (az M theory zenekar CD-je) – közreműködő, szerző, előadó

## Könyvei
- Balogh Joe József: Szubjektív nagyváradi rocktropológia, Nagyvárad, Duran's Kiadó, 2017 ISBN 978-606-8787-24-4
- Balogh Joe József: A műsornak folytatódnia kell!, Nagyvárad, Duran's Kiadó, 2018 ISBN 978-606-8787-42-8
- Balogh Joe József: Csapongások és kicsapongások. Nagyvárad, Duran's Kiadó, 2019 ISBN 978-606-8787-55-8
- Balogh Joe József: Háztáji kapcsolatok. Nagyvárad, Duran's Kiadó, 2020  ISBN 978-606-8787-56-5